# Oddities (álbum)
Oddities es un álbum recopilatorio de la banda americana de Dark wave London After Midnight. Cuenta con temas inéditos y canciones acústicas grabadas en vivo mientras estaba de gira para promover Psycho Magnet. Fue lanzado en 1998 por Trisol Records, y fue último disco de estudio de la banda por 9 años hasta la publicación de Violent Acts Of Beauty en 2007, aunque una nueva canción titulada "Fear", apareció en la banda sonora de Saw II en 2005.

## Lista de canciones
1. "The Christmas Song" - 4:56
2. "Let Me Break You" - 4:31
3. "Splinter" (Live) - 3:16
4. "Your Best Nightmare" (Acoustic/Live) - 5:44
5. "Shatter" (Acoustic/Live) - 5:13
6. "Claire's Horrors" (Acoustic/Live) - 4:44
7. "Atmosphere" - 2:23
8. "A Letter to God" (Live) - 3:09
9. "Sacrifice" (Live) - 6:34
10. "Sally's Song" - 1:54
11. "Demon" - 4:33
12. "Untitled" - 4:12
13. "Spider And The Fly" (Tangled Web Mix) (Acoustic) - 4:27
14. "Ice" - 2:14

## Miscelánea
- Temas 14 a 71 se llenan con 4 segundos de silencio.
- Sally's Song" es un cover de una canción que apareció en el culto de la película clásica
- The Nightmare Before Christmas, escrito originalmente por Danny Elfman.

## Personal
- Sean Brennan - Voz, Guitarra, Bajo, Teclados, Batería

- Datos: Q7077512